# Mistrzostwa Świata w Piłce Nożnej 2014 (eliminacje strefy UEFA)/Grupa 1
W Grupie 1 eliminacji do MŚ 2014 brały udział następujące zespoły:
- Chorwacja
- Serbia
- Belgia
- Szkocja
- Macedonia Północna
- Walia

## Tabela
| Lp. | Drużyna            | M  | Mecze | Mecze | Mecze | Bramki | Bramki | Bramki | Pkt |
| Lp. | Drużyna            | M  | W     | R     | P     | +      | −      | +/−    | Pkt |
| --- | ------------------ | -- | ----- | ----- | ----- | ------ | ------ | ------ | --- |
| 1.  | Belgia             | 10 | 8     | 2     | 0     | 18     | 4      | +14    | 26  |
| 2.  | Chorwacja          | 10 | 5     | 2     | 3     | 12     | 9      | +3     | 17  |
| 3.  | Serbia             | 10 | 4     | 2     | 4     | 18     | 11     | +7     | 14  |
| 4.  | Szkocja            | 10 | 3     | 2     | 5     | 8      | 12     | −4     | 11  |
| 5.  | Walia              | 10 | 3     | 1     | 6     | 9      | 20     | −11    | 10  |
| 6.  | Macedonia Północna | 10 | 2     | 1     | 7     | 7      | 16     | −9     | 7   |

|                    | Chorwacja | Serbia | Belgia | Szkocja | Macedonia Północna | Walia |
| ------------------ | --------- | ------ | ------ | ------- | ------------------ | ----- |
| Chorwacja          | X         | 2:0    | 1:2    | 0:1     | 1:0                | 2:0   |
| Serbia             | 1:1       | X      | 0:3    | 2:0     | 5:1                | 6:1   |
| Belgia             | 1:1       | 2:1    | X      | 2:0     | 1:0                | 1:1   |
| Szkocja            | 2:0       | 0:0    | 0:2    | X       | 1:1                | 1:2   |
| Macedonia Północna | 1:2       | 1:0    | 0:2    | 1:2     | X                  | 2:1   |
| Walia              | 1:2       | 0:3    | 0:2    | 2:1     | 1:0                | X     |

## Wyniki
| 7 września 2012 19:45 | Walia | 0:2(0:1)Raport | Belgia · 42' Kompany · 83' Vertonghen | Cardiff City Stadium, Cardiff Widzów: 20 156 Sędzia: Stefan Johannesson |
|                       |       |                |                                       |                                                                         |

| 7 września 2012 20:15 | Chorwacja · Jelavić 69' | 1:0(0:0)Raport | Macedonia Północna | Maksimir, Zagrzeb Widzów: 13 883 Sędzia: Alon Yefet |
|                       |                         |                |                    |                                                     |

| 8 września 2012 16:00 | Szkocja | 0:0(0:0)Raport | Serbia | Hampden Park, Glasgow Widzów: 47 369 Sędzia: Jonas Eriksson |
|                       |         |                |        |                                                             |

| 11 września 2012 20:30 | Serbia · Kolarov 16' · Tošić 24' · Đuričić 39' · Tadić 55' · Ivanović 79' · Sulejmani 90' | 6:1(3:1)Raport | Walia · 30' Bale | Stadion Karađorđe, Nowy Sad Widzów: 10 660 Sędzia: Duarte Gomes |
|                        |                                                                                           |                |                  |                                                                 |

| 11 września 2012 20:45 | Belgia · Gillet 45+2' | 1:1(1:1)Raport | Chorwacja · 6' Perišić | Stadion Króla Baudouina I, Bruksela Widzów: 39 987 Sędzia: Alberto Undiano Mallenco |
|                        |                       |                |                        |                                                                                     |

| 11 września 2012 21:00 | Szkocja · Miller 43' | 1:1(1:1)Raport | Macedonia Północna · 10' Noweski | Hampden Park, Glasgow Widzów: 32 430 Sędzia: Siergiej Karasew |
|                        |                      |                |                                  |                                                               |

| 12 października 2012 19:45 | Walia · Bale 80', 87' (k) | 2:1(0:1)Raport | Szkocja · 27' Morrison | Cardiff City Stadium, Cardiff Widzów: 23 249 Sędzia: Florian Meyer |
|                            |                           |                |                        |                                                                    |

| 12 października 2012 20:30 | Serbia | 0:3(0:1)Raport | Belgia · 34' Benteke · 68' De Bruyne · 90+1' Mirallas | FK Crvena zvezda Belgrad, Belgrad Widzów: 21 650 Sędzia: Pavel Kralovec |
|                            |        |                |                                                       |                                                                         |

| 12 października 2012 20:30 | Macedonia Północna · Ibraimi 16' | 1:2(1:1)Raport | Chorwacja · 33' Ćorluka · 60' Rakitić | Arena Narodowa im. Filipa II Macedońskiego, Skopje Widzów: 25 230 Sędzia: Peter Rasmussen |
|                            |                                  |                |                                       |                                                                                           |

| 16 października 2012 20:30 | Macedonia Północna · Ibraimi 59' (k) | 1:0(0:0)Raport | Serbia | Arena Narodowa im. Filipa II Macedońskiego, Skopje Widzów: 26 181 Sędzia: Bas Nijhuis |
|                            |                                      |                |        |                                                                                       |

| 16 października 2012 20:00 | Chorwacja · Mandžukić 27' · Eduardo 58' | 2:0(1:0)Raport | Walia | Gradski vrt, Osijek Widzów: 17 500 Sędzia: Alexandru Dan Tudor |
|                            |                                         |                |       |                                                                |

| 16 października 2012 20:45 | Belgia · Benteke 69' · Kompany 71' | 2:0(0:0)Raport | Szkocja | Stadion Króla Baudouina I, Bruksela Widzów: 44 132 Sędzia: Tom Harald Hagen |
|                            |                                    |                |         |                                                                             |

| 22 marca 2013 18:00 | Chorwacja · Mandžukić 23' · Olić 37' | 2:0(2:0)Raport | Serbia | Maksimir, Zagrzeb Widzów: 35 722 Sędzia: Cüneyt Çakır |
|                     |                                      |                |        |                                                       |

| 22 marca 2013 20:45 | Macedonia Północna | 0:2(0:1)Raport | Belgia · 26' De Bruyne · 62' (k) Hazard | Arena Narodowa im. Filipa II Macedońskiego, Skopje Widzów: 15 947 Sędzia: Deniz Aytekin |
|                     |                    |                |                                         |                                                                                         |

| 22 marca 2013 21:00 | Szkocja · Hanley 45' | 1:2(1:0)Raport | Walia · 72' (k) Ramsey · 74' Robson-Kanu | Hampden Park, Glasgow Widzów: 39 365 Sędzia: Antony Gautier |
|                     |                      |                |                                          |                                                             |

| 26 marca 2013 20:30 | Serbia · Đuričić 59', 65' | 2:0(0:0)Raport | Szkocja | Stadion Karađorđe, Nowy Sad Widzów: 6 500 Sędzia: Istvan Vad |
|                     |                           |                |         |                                                              |

| 26 marca 2013 20:45 | Walia · Bale 21' (k) | 1:2(1:0)Raport | Chorwacja · 77' Lovren · 87' Eduardo | Millennium Stadium, Cardiff Widzów: 12 534 Sędzia: Luca Banti |
|                     |                      |                |                                      |                                                               |

| 26 marca 2013 20:45 | Belgia · Hazard 62' | 1:0(0:0)Raport | Macedonia Północna | Stadion Króla Baudouina I, Bruksela Widzów: 44 230 Sędzia: Olegario Benquerenca |
|                     |                     |                |                    |                                                                                 |

| 7 czerwca 2013 | Belgia · De Bruyne 13' · Fellaini 60' | 2:1(1:0)Raport | Serbia · 87' Kolarov | Stadion Króla Baudouina I, Bruksela Widzów: 45 844 Sędzia: Stéphane Lannoy |
|                |                                       |                |                      |                                                                            |

| 7 czerwca 2013 | Chorwacja | 0:1(0:1)Raport | Szkocja · 26' Snodgrass | Maksimir, Zagrzeb Widzów: 25 016 Sędzia: David Fernández Borbalán |
|                |           |                |                         |                                                                   |

| 6 września 2013 20:45 | Serbia · Mitrović 66' | 1:1(0:0)Raport | Chorwacja · 53' Mandžukić | FK Crvena zvezda Belgrad, Belgrad Widzów: 35 000 Sędzia: Felix Brych |
|                       |                       |                |                           |                                                                      |

| 6 września 2013 19:00 | Macedonia Północna · Triczkowski 21' · Trajkowski 80' | 2:1(1:1)Raport | Walia · 39' (k.) Ramsey | Arena Narodowa im. Filipa II Macedońskiego, Skopje Widzów: 13 000 Sędzia: Sascha Kever |
|                       |                                                       |                |                         |                                                                                        |

| 6 września 2013 21:00 | Szkocja | 0:2(0:1)Raport | Belgia · 38' Defour · 89' Mirallas | Hampden Park, Glasgow Widzów: 36 000 Sędzia: Paolo Tagliavento |
|                       |         |                |                                    |                                                                |

| 10 września 2013 20:45 | Walia | 0:3(0:2)Raport | Serbia · 8' Đorđević · 38' Kolarov · 55' Marković | Millennium Stadium, Cardiff Widzów: 10 923 Sędzia: Szymon Marciniak |
|                        |       |                |                                                   |                                                                     |

| 10 września 2013 21:30 | Macedonia Północna · Kostowski 84' | 1:2(0:0)Raport | Szkocja · 60' Anya · 89' Maloney | Arena Narodowa im. Filipa II Macedońskiego, Skopje Widzów: 14 093 Sędzia: Fredy Fautrel |
|                        |                                    |                |                                  |                                                                                         |

| 11 października 2013 18:00 | Chorwacja · Kranjčar 83' | 1:2(0:2) | Belgia · 15', 38' Lukaku | Maksimir, Zagrzeb Widzów: 12 000 Sędzia: Anglia Howard Webb |
|                            |                          |          |                          |                                                             |

| 11 października 2013 20:45 | Walia · Church 76' | 1:0(0:0) | Macedonia Północna | Millennium Stadium, Cardiff Sędzia: Suren Baliyan |
|                            |                    |          |                    |                                                   |

| 15 października 2013 20:30 | Serbia · Ristowski 16' sam. · Basta 19' · Kolarov 38' k. · Tadić 54' · Šćepović 74' | 5:1(3:0) | Macedonia Północna · 83' Jahowiḱ | Stadion FK Jagodina, Jagodina Sędzia: Richard Trutz |
|                            |                                                                                     |          |                                  |                                                     |

| 15 października 2013 21:00 | Szkocja · Snodgrass 28' · Naismith 73' | 2:0(1:0) | Chorwacja | Hampden Park. Glasgow Sędzia: Ovidiu Hategan |
|                            |                                        |          |           |                                              |

| 15 października 2013 21:00 | Belgia · De Bruyne 64' | 1:1(0:0) | Walia · 88' Ramsey | Stadion Króla Baudouina I, Bruksela Sędzia: Sergiej Karasiew |
|                            |                        |          |                    |                                                              |

## Strzelcy

### 4 gole
- Gareth Bale
- Kevin De Bruyne

### 3 gole
- Mario Mandžukić
- Filip Đuričić
- Aleksandar Kolarov
- Aaron Ramsey

### 2 gole
- Christian Benteke
- Eden Hazard
- Vincent Kompany
- Romelu Lukaku
- Kevin Mirallas
- Eduardo da Silva
- Agim Ibraimi
- Robert Snodgrass
- Dušan Tadić

### 1 gol
- Steven Defour
- Marouane Fellaini
- Guillaume Gillet
- Jan Vertonghen
- Vedran Ćorluka
- Nikica Jelavić
- Niko Kranjčar
- Dejan Lovren
- Ivica Olić
- Ivan Perišić
- Ivan Rakitić
- Jowan Kostowski
- Nikołcze Noweski
- Aleksandar Trajkowski
- Iwan Triczkowski
- Adis Jahowiḱ
- Filip Đorđević
- Branislav Ivanović
- Lazar Marković
- Aleksandar Mitrović
- Miralem Sulejmani
- Zoran Tošić
- Dušan Basta
- Stefan Šćepović
- Ikechi Anya
- Grant Hanley
- Shaun Maloney
- Kenny Miller
- James Morrison
- Hal Robson-Kanu
- Simon Church